# Palermostenen

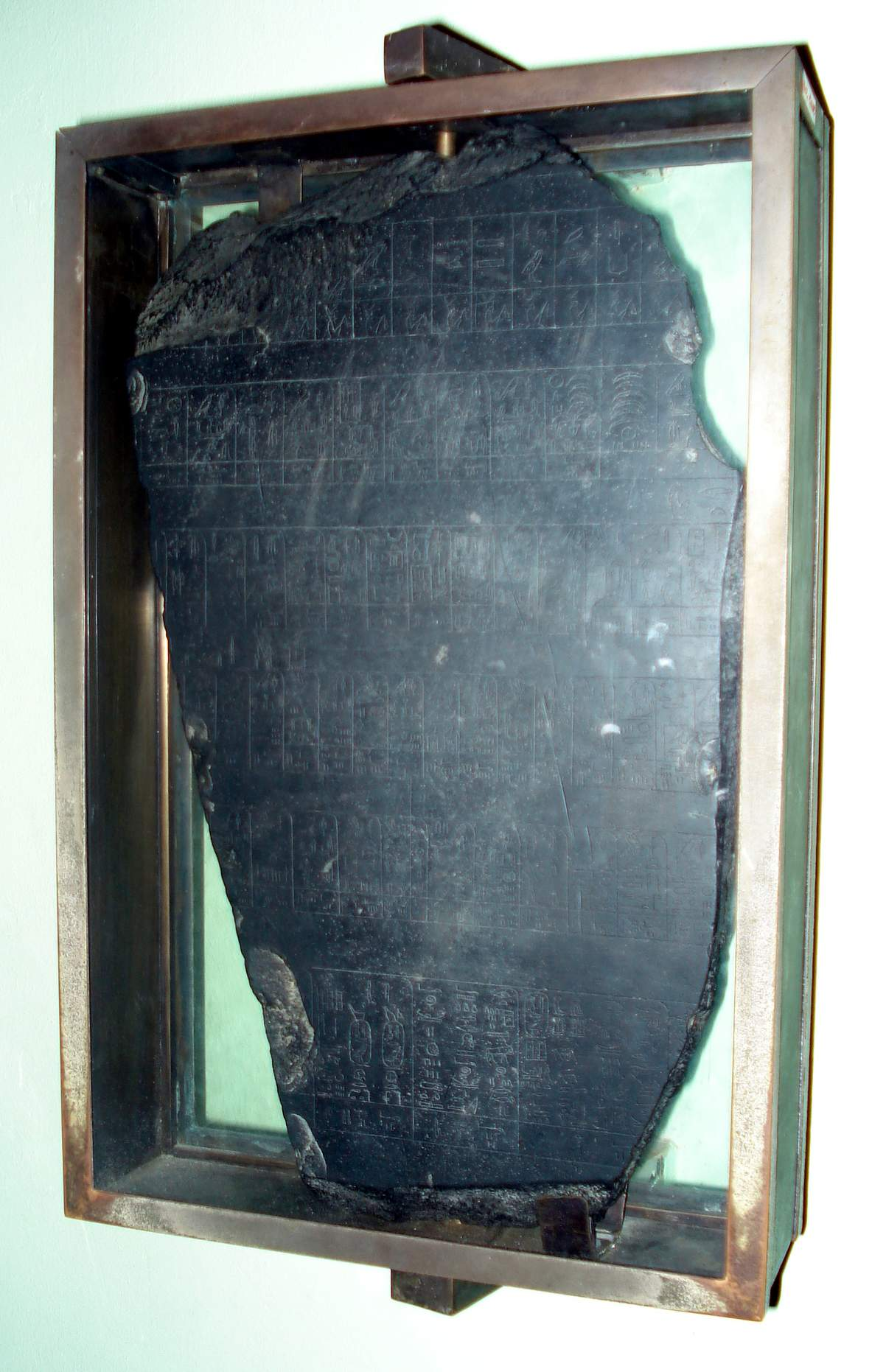
Fragment av Palermostenen.

Palermostenen är en stele med de kungliga annalerna nedtecknade från första till och med femte dynastin i forntidens Egypten. Namnet på fragementet kommer av att den förvaras på det arkeologiska museet i Palermo; ibland kallas hela de kungliga annalerna Palermostenen fastän inte alla fragment av dessa finns där.
Stelen består av svart basalt varpå texten (hieroglyfer) är ingraverad. Texten utgörs av en regentlängd. Regentlängden sträcker sig tillbaka till mytisk tid, behandlar Horus som verklig. Texten behandlar även egyptiska föreställningar och ger uppgifter om religiöst och socialt liv.